# Christoph Anczykowski
Christoph Anczykowski (* 1958) ist ein deutscher Zeichner und mit 35 Jahren Mitarbeit der dienstälteste der Perry-Rhodan-Risszeichner; seine ersten professionellen Arbeiten veröffentlichte er bereits als Schüler unter Leitung des damaligen PR-Chefredakteurs William Voltz. Seither sind von ihm über 100 Risszeichnungen, Datenblätter und Illustrationen zu Perry Rhodan sowie anderen SF-Serien und Rollenspielen veröffentlicht worden.
Eine Besonderheit seiner Zeichnungen ist es, dass er diese immer noch in konventioneller Weise mit Tusche und Rasterfolien erstellt. Er hofft auf diese Weise, die optische Sterilität zu vermeiden, die seiner Meinung nach noch vielen der ausschließlich am Computer erstellten Graphiken anhaftet.